# برايان إدواردز
برايان إدواردز (بالإنجليزية: Brian Edwards)‏ (6 أكتوبر 1984 في الولايات المتحدة - ) هو لاعب كرة قدم أمريكي في مركز حراسة المرمى. لعب مع سان خوسيه إيرثكويكس ونادي تورونتو وCharlotte Eagles ‏ ونادي ديجرفورس وNorth Carolina Fusion U23 ‏.

## وصلات خارجية
- برايان إدواردز على موقع قاعدة بيانات كرة القدم.إي يو (الإنجليزية)